# Portmore
Portmore är en ort i Jamaica. Den är belägen i Parish of Saint Catherine, i den sydöstra delen av landet, 11 km sydväst om huvudstaden Kingston. Portmore ligger 139 meter över havet och antalet invånare är 102 861. Den ligger på ön Jamaica.
Terrängen runt Portmore är huvudsakligen platt, men åt sydväst är den kuperad. Havet är nära Portmore åt sydost.  Närmaste större samhälle är Kingston, 10,7 km nordost om Portmore. Runt Portmore är det i huvudsak tätbebyggt.
Savannklimat råder i trakten. Årsmedeltemperaturen i trakten är 26 °C. Den varmaste månaden är mars, då medeltemperaturen är 27 °C, och den kallaste är november, med 26 °C. Genomsnittlig årsnederbörd är 1 539 millimeter. Den regnigaste månaden är oktober, med i genomsnitt 244 mm nederbörd, och den torraste är februari, med 60 mm nederbörd.